# Negatieve campagne
Een negatieve campagne (Engels: negative campaigning) is een strategie om politieke campagnes te voeren. Via deze strategie probeert een partij een politiek tegenstander in een slecht daglicht te stellen door deze aan te vallen. Dit kan door middel van het uitlichten van slecht beleid, eerdere onwenselijke stemming, of door het karakter van de partij aan te vallen. De verzender van het bericht probeert hier zelf beter van te worden om uiteindelijk stemmen te winnen.
Er is veel bekend over negatieve campagnes in de Verenigde Staten. Daar zijn verkiezingen meestal tussen twee kandidaten van de Republikeinen en de Democraten. Deze tweestrijd zorgt ervoor dat er juist veel te winnen is voor de één en te verliezen is voor de ander, waardoor het gebruikelijker is om deze strategie te gebruiken.
Tegelijkertijd is dit ook een strategie die we zien toenemen in Nederland en vergelijkbare landen met een meerpartijenstelsel. Sinds Pim Fortuyn is er een sterke toename van het gebruik van ‘negative campaigning’. In 2021 is het CDA door het stof gegaan, omdat het een negatieve campagne wilde voeren op Twitter tegen de VVD. Nog voordat de campagne een volwaardige aftrap heeft gehad, moesten de initiatiefnemers van deze campagne de stekker eruit trekken en zich verantwoorden bij de partij.

## Soorten negatieve campagnes
Aanvallen van kandidaten
Een kandidaat valt andere kandidaten aan. Dit kan op basis van karakter van de kandidaat, maar ook meer op basis van beleid of stemgedrag.
Angstaanjagende berichten
Berichten die angstaanjagend zijn verspreid door de kandidaten. De berichten kunnen ervaren worden als bedreigend of, terwijl het niet in alle gevallen altijd opzettelijk is.

## Voordelen
Een negatieve campagne wordt gevoerd omdat de politieke partij of kandidaat er haar voordeel mee kan doen. Uit de literatuur blijkt dat er verschillende positieve effecten van negatieve campagnes zijn. Zo zijn stemmers meer bereid om te helpen bij campagnes, door middel van donaties aan de campagne. Daarnaast blijkt uit onderzoek dat het helpt om stemmers aan te sporen om naar de stembus te gaan. Negatieve campagnes worden over het algemeen als meer informatief ervaren. Als een campagne negatiever is zorgt dit ervoor dat men meer geïnteresseerd raakt in de campagne. Dit zorgt er weer voor dat stemmers makkelijker kandidaten en politieke partijen uit elkaar kunnen halen. Negatieve campagnes helpen stemmers om de uiteindelijk stemkeuze te maken.

## Nadelen
Er zijn ook nadelen van negatieve campagnes, redenen om dus niet een negatieve campagne te voeren. Het blijkt namelijk dat negatieve campagnes kunnen zorgen voor een verlaging van het vertrouwen in de politiek. Ook is gebleken dat het kan zorgen dat mensen juist niet willen gaan stemmen.
Deze onvoorziene effecten, die ervoor zorgen dat kandidaten er slechter uitkomen en bijvoorbeeld stemmers verliezen door hun negatieve campagne wordt het backlash effect genoemd. In sommige gevallen weten partijen en/of kandidaten dat ze stemmen zullen verliezen bij 1 groep, maar juist stemmen zullen winnen bij de andere groep. Als de stemmen die ze kunnen winnen meer zijn dan ze verliezen is er een positief ‘net-effect’ voor diegene die de negatieve campagne voert. Dus weegt de winst zwaarder dan het verlies.
Partijen of kandidaten zijn meer geneigd om het risico te nemen voor een backlash effect om drie redenen:
1. kandidaten of partijen liggen achter in de peilingen en hebben dus weinig te verliezen;
2. nieuwe uitdagers, zittende kandidaten of partijen hebben te veel te verliezen. Nieuwe kandidaten daarentegen hebben nog weinig te verliezen;
3. meerderheidsstelsel waarbij er een ‘winner takes it all’ principe is. In zo’n stelsel is er veel te verliezen, daarom zijn de campagnes in zulke stelsels verhard.[8]

## Voorbeelden

### Nederland
- 2002: Pim Fortuyn tegen PvdA-lijsttrekker Ad Melkert.[12]
- 2006: Campagne CDA tegen PvdA tijdens het Radio 1 lijsttrekkersdebat.[13]
- 2019: Hans Brusselmans campagnespot SP tegen de EU en Frans Timmermans.[14]
- 2021: (Gefaalde) CDA negatieve Twittercampagne @RutteDoctrine tegen Mark Rutte.[15]

### Verenigde Staten
- 1964: Het ‘Daisy’-meisje gebruikt door Democratische kandidaat Lyndon Johnson tegen Republikeinse kandidaat Barry Goldwater.[16]
- 2012: Democratische kandidaat Barack Obama valt de Republikeinse kandidaat Mitt Romney aan over of hij wel belasting heeft betaald in de voorafgaande jaren en suggereert dat Romney iets te verbergen heeft.[17]
- 2020: Republikeinse Donald Trump manipuleerde een foto van de Democratische kandidaat Joe Biden ‘He never will”. Op de gemanipuleerde foto lijkt het of Biden zich schuilhoudt in een kelder.[18]